# Emily Mortimer

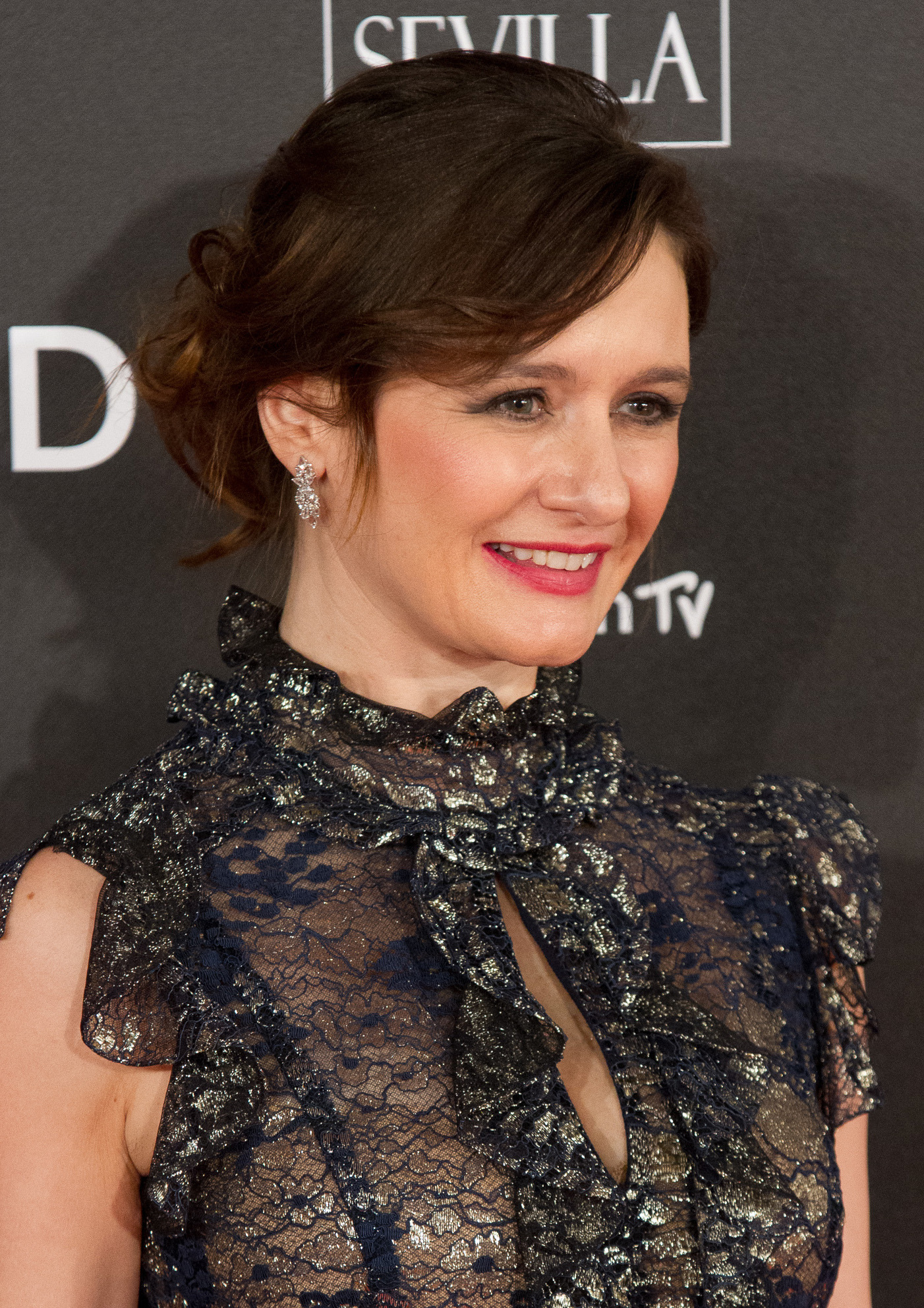
Emily Mortimer (2018)

Emily Kathleen Anne Mortimer (* 1. Dezember 1971 in London) ist eine britisch-US-amerikanische Schauspielerin und Produzentin.

## Leben und Karriere
Die Tochter von Sir John Mortimer (1923–2009) und Penelope Gollop besuchte die St. Paul's Girls School im Londoner Stadtteil Barnes und studierte von 1990 bis 1994 Englisch und Russisch am Lincoln College in Oxford. Bereits auf dem Mädcheninternat spielte sie in Theaterstücken mit und setzte dies auch auf dem College fort.
Mortimer spielte 2004 in dem Film Lieber Frankie eine Mutter, die zwischen der Sorge um ihren Sohn und der Hoffnung auf ein normales Leben hin- und hergerissen ist. Die Rolle brachte ihr 2005 eine Nominierung für den London Critics’ Circle Film Award und für den Europäischen Filmpreis (in der Kategorie Publikumspreis). 2007 war sie für ihre Rolle in der Komödie Lars und die Frauen für den Satellite Award nominiert.
Mortimer ist auch als Drehbuchautorin tätig. Sie war an der Entwicklung der Serie Doll & Em beteiligt, außerdem schrieb sie die Miniserie The Pursuit of Love, bei der sie auch erstmals Regie führte.
Seit dem 3. Januar 2003 ist Mortimer mit dem Schauspielkollegen Alessandro Nivola verheiratet. Ihre gemeinsamen Kinder Sam (* 2003) und May (* 2010) wurden ebenfalls Schauspieler. 2010 erhielt sie zu ihrer britischen auch die Staatsbürgerschaft der Vereinigten Staaten.

## Filmografie (Auswahl)
- 1995: Die Scharfschützen, Film 8

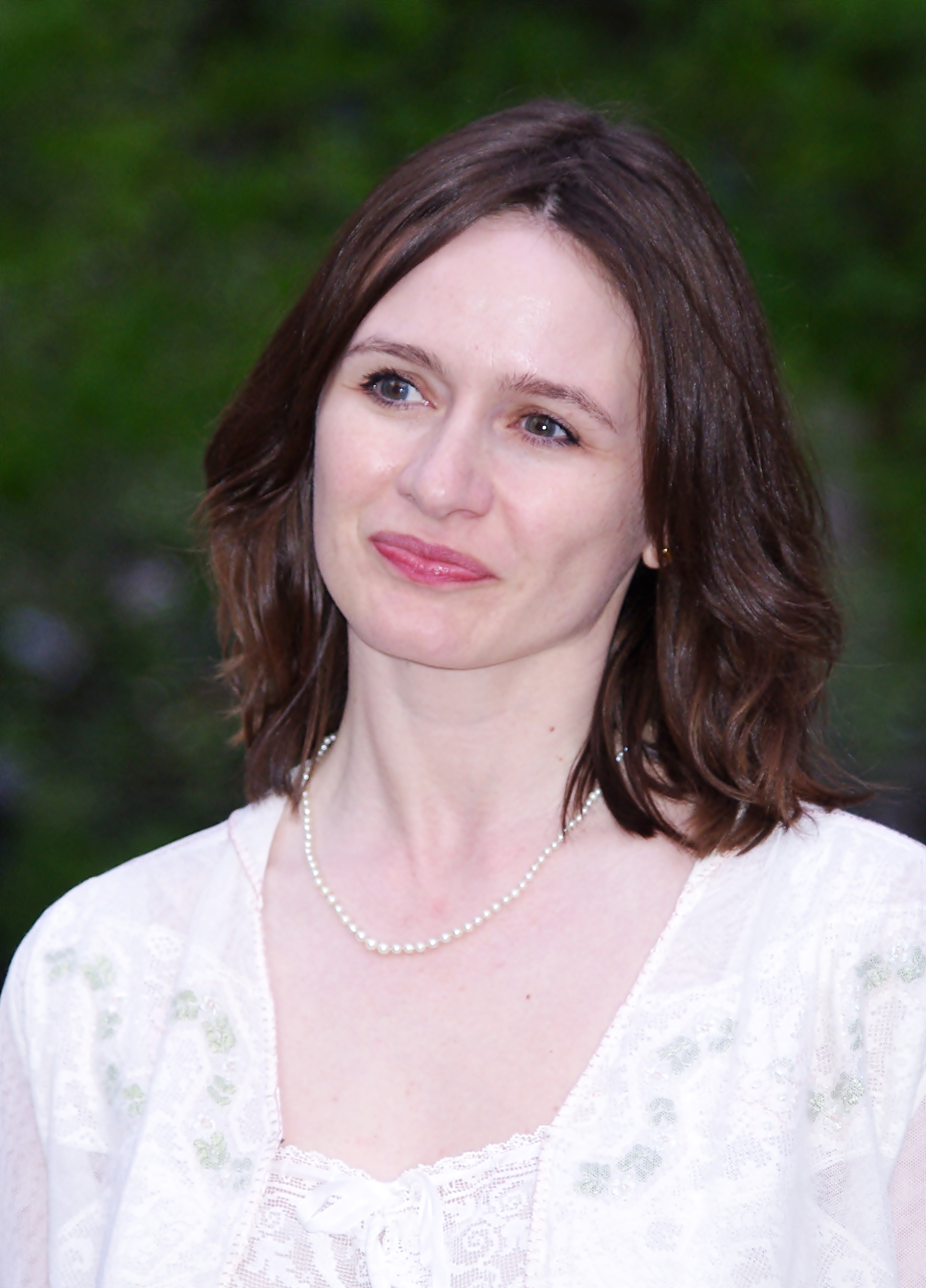
Emily Mortimer (2011)

- 1996: Der Geist und die Dunkelheit (The Ghost and the Darkness)
- 1996: Last of the High Kings (The Last of the High Kings)
- 1996: Silent Witness (Fernsehserie, 3 Episoden)
- 1996: Inspektor Wexford ermittelt (Ruth Rendell Mysteries, Fernsehserie, 2 Episoden)
- 1997: Heimkehr (Coming Home)
- 1997: The Saint – Der Mann ohne Namen (The Saint)
- 1997: Inspector Barnaby (Midsomer Murders, Fernsehserie). Pilotfolge: Tod in Badger’s Drift (The Killings At Badger’s Drift)
- 1998: Elizabeth
- 1999: Notting Hill
- 1999: Arche Noah – Das größte Abenteuer der Menschheit (Noah's Ark)
- 1999: Killing Joe (Kurzfilm)
- 2000: Der Mann der 1000 Wunder (The Miracle Maker – The Story of Jesus)
- 2000: Scream 3
- 2000: Verlorene Liebesmüh’ (Love’s Labour’s Lost)
- 2000: The Kid – Image ist alles (The Kid)
- 2001: Lovely & Amazing
- 2001: The 51st State
- 2003: A Foreign Affair
- 2003: Nobody Needs to Know
- 2003: Selima und John (The Sleeping Dictionary)
- 2003: Bright Young Things
- 2003: Young Adam
- 2004: Lieber Frankie (Dear Frankie)
- 2005: Match Point
- 2006: Paris, je t’aime
- 2006: Der rosarote Panther (The Pink Panther)
- 2007: Lars und die Frauen (Lars and the Real Girl)
- 2008: Transsiberian
- 2008: Redbelt
- 2009: Meet the Rizzos (City Island)
- 2009: Der rosarote Panther 2 (The Pink Panther 2)
- 2009: Harry Brown
- 2010: Shutter Island
- 2010: Leonie
- 2011: Hugo Cabret (Hugo)
- 2011: Cars 2 (Originalstimme von Holley Shiftwell)
- 2012: Our Idiot Brother
- 2012–2014: The Newsroom (Fernsehserie, 25 Episoden)
- 2015: New York Saints (Ten Thousand Saints)
- 2015: Ladygrey
- 2016: Spectral
- 2017: The Sense of an Ending
- 2017: The Party
- 2017: Der Buchladen der Florence Green (The Bookshop)
- 2018: Write When You Get Work
- 2018: Head Full of Honey
- 2018: Mary Poppins’ Rückkehr (Mary Poppins Returns)
- 2019: Good Posture
- 2019: Phil
- 2019: The Ship – Das Böse lauert unter der Oberfläche (Mary)
- 2019: Lost Holiday
- 2020: Relic – Dunkles Vermächtnis (Relic)
- 2020: Don’t Look Deeper (Fernsehserie, 14 Episoden)
- 2021: The Pursuit of Love (Miniserie, 3 Episoden, auch Drehbuch und Regie)
- 2021: With/In
- 2024: The New Look (Fernsehserie)
- 2024: Paddington in Peru

## Auszeichnungen (Auswahl)
- London Critics’ Circle Film Award
  - 2004: nominiert als Beste britische Nebendarstellerin für Young Adam
  - 2005: nominiert als Beste britische Hauptdarstellerin für Lieber Frankie

- Satellite Awards
  - 2003: nominiert als Best Performance by an Actress in a Supporting Role, Comedy or Musical für Lovely & Amazing
  - 2007: nominiert als Best Actress in a Motion Picture, Comedy or Musical für Lars und die Frauen
  - 2008: nominiert als Best Actress in a Motion Picture, Drama für Transsiberian
- Central Ohio Film Critics Association Award: nominiert als Beste Nebendarstellerin für Lars und die Frauen
- Central Ohio Film Critics Association Award als Beste Nebendarstellerin für Lovely and Amazing
- Detroit Film Critics Society als Beste Nebendarstellerin für Lars und die Frauen
- Independent Spirit Award als Beste Nebendarstellerin für Lovely and Amazing
- Nominiert: Chicago Film Critics Association Award als Beste Nebendarstellerin für Lovely and Amazing
- DVD Exclusive Award 2003: nominiert als Beste Nebendarstellerin in a DVD Premiere Film The Sleeping Dictionary
- Empire Award Nominiert: Beste britische Darstellerin für Young Adam
- Europäischer Filmpreis 2003 Nominiert: für Young Adam